# Maria d'Oignies
Maria d'Oignies (Nivelles, 1177 – 23 giugno 1213) è stata una delle più note beghine, avente fama di santità.

## Incontro con Jacques de Vitry
Strinse amicizia con Jacques de Vitry, il quale decise di andare fino a Roma per chiedere al Papa di far vivere le beghine in comunità, senza che venissero accusate di eresia.
Il teologo e chierico francese ottenne: 
1. Permesso orale di far vivere le Beghine in comunità
2. Fu eletto dal Papa vescovo di San Giovanni d'Acri, in Terra Santa.